# Fruhstorferia flavipennis
Fruhstorferia flavipennis är en skalbaggsart som beskrevs av Shinji Nagai 1984. Fruhstorferia flavipennis ingår i släktet Fruhstorferia och familjen Rutelidae. Inga underarter finns listade i Catalogue of Life.